# Castello di Cuéllar
Il castello di Cuéllar è un castello costruito nella città di Cuéllar, nella provincia di Segovia, nella comunità autonoma di Castiglia e León (Spagna). Dal 1931 è protetto secondo la legge come Bien de Interés Cultural (Bene di Interesse Culturale) dal Ministero della Cultura spagnolo.

## Storia
È stato costruito con una miscela di stili architettonici in un periodo dal secolo XI al secolo XVII, in particolare negli stili mudéjar, gotico e rinascimentale.
Tra i suoi proprietari nel corso della storia si ricordano Álvaro de Luna de Beltrán de la Cueva.
Perfettamente conservato, oltre che come attrazione turistica viene usato come sede per una scuola professionale e dell'artigianato.